# Olympische Winterspiele 2014/Teilnehmer (Türkei)
| Gelbes Symbol für Goldmedaillen mit stilisierten Olympischen Ringen | Graues Symbol für Silbermedaillen mit stilisierten Olympischen Ringen | Braundes Symbol für Bronzemedaillen mit stilisierten Olympischen Ringen |
| ------------------------------------------------------------------- | --------------------------------------------------------------------- | ----------------------------------------------------------------------- |
| —                                                                   | —                                                                     | —                                                                       |

Die Türkei nahm an den Olympischen Winterspielen 2014 in Sotschi mit sechs Athleten in drei Sportarten teil.

## Sportarten

### Eiskunstlauf
| Eistanz - Alisa Agafonova, Alper Uçar |

### Ski Alpin
| Frauen - Tuğba Kocaağa | Männer - Emre Şimşek |

### Skilanglauf
| Frauen - Kelime Çetinkaya Skiathlon: 61. Platz | Männer - Sabahattin Oğlago |